# Pisidium ferrugineum
Pisidium ferrugineum är en musselart som beskrevs av Cecil Thomas Prime 1852. Pisidium ferrugineum ingår i släktet Pisidium och familjen ärtmusslor. IUCN kategoriserar arten globalt som livskraftig. Inga underarter finns listade i Catalogue of Life.